# Курамшин Наіль Ільдарович
Наіль Ільдарович Курамшин — майор Збройних сил України, учасник російсько-української війни, що відзначився під час російського вторгнення в Україну в 2022 році.

## Життєпис
Наіль Курамшин народився в червні 1984 року в місті Антрацит на Луганщині. У час проведення АТО служив на сході України у складі 25-ї окремої повітрянодесантної бригади. На початку квітня 2019 року став відомим, коли записав відео із бліндажа на підтримку тодішнього кандидата у Президенти України Володимира Зеленського.

## Родина
Мати — Надія Курамшина.
Дружина - Тетяна Курамшина

## Нагороди
- орден Богдана Хмельницького III ступеня (2022) — за особисту мужність і самовіддані дії, виявлені у захисті державного суверенітету та територіальної цілісності України, вірність військовій присязі[4].